# KSV Simson Bremen
Der KSV Simson Bremen war ein 1894 gegründeter Sportverein aus Bremen. Die Abkürzung im Namen stand für Kraftsport-Verein; dies war auch sein hauptsächliches Betätigungsfeld.

## Geschichte
Er gilt darüber hinaus als einer von 86 Vereinen, die 1900 an der Gründungsversammlung des Deutschen Fußball-Bunds teilnahmen. Vertreten wurde er hier durch Walter Sommermeier. Die Bremer Vereine traten aber erst 1905 dem Deutschen Fußball-Bund bei.
Als Gründungsmitglied im Verband Bremer Fußball-Vereine, der von 1899 bis 1907 bestand, war der KSV Simson 1900/01 für die höchste Klasse qualifiziert, zog sich aber im Oktober 1900 von den Spielen zurück. Im Kraftsport, besonders Ringen lange erfolgreich, nannte er sich nach dem 1. Weltkrieg Verein für Körperkultur und ging dann im Polizei SV Bremen auf, dessen Gewichtheber-Abteilung er bildete. Einige ehemalige Mitglieder hatten sich dem ATSV Heidkrug angeschlossen, der 1919 gegründet, 1933 verboten und nach 1945 neu gegründet wurde.